# Rumbek
Rumbek (arabiska: رمبك) är en stad i Sydsudan.

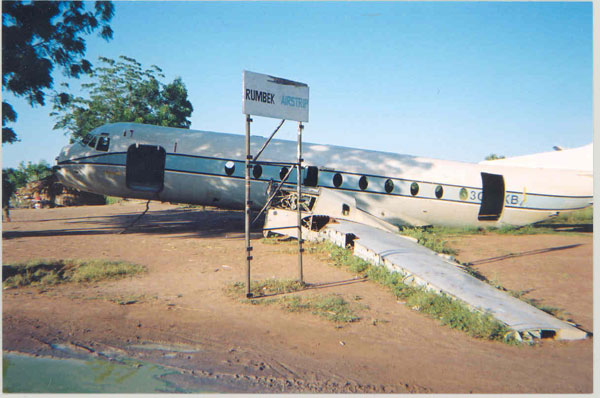
På sidan av rullbanan.

Staden är huvudort i Rumbek Central County i delstaten Lakes. Rumbek ligger centralt i Sydsudan 377 km nordväst om Juba, som är huvudstad och största stad i Sydsudan.  Rumbek ligger på 412 meters höjd över havet vid huvudvägen A 43 mellan Juba och Wau.
Rumbek är huvudort för tre dinkaklaner: aliab, chic och agar. Icke-dinkafolkgrupper, som atout och jurbel, bor också i Rumbek.
I staden finns universitet, flygplats och ett statligt sjukhus.